# 隔膜形成体

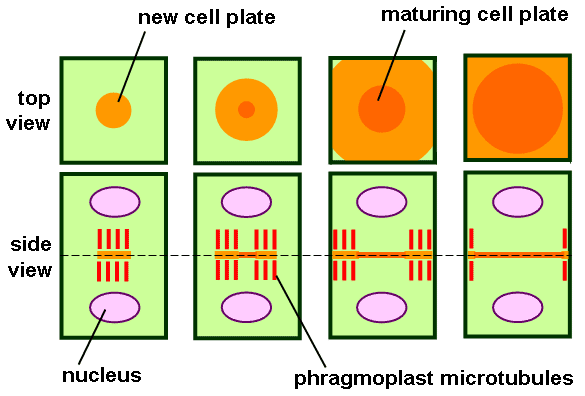
植物細胞の細胞質分裂における隔膜形成体と細胞板の形成。左: 隔膜形成体が形成され、細胞板が細胞の中心に組み立てられ始める。右へ: 隔膜形成体が細胞の外側へ向かってドーナツ型に拡大し、中央に成熟した細胞板が残される。細胞質分裂が完了すると、細胞板は細胞壁に変化する。

隔膜形成体（かくまくけいせいたい）またはフラグモプラスト（英: phragmoplast）は、細胞質分裂の終盤に現れる、植物細胞特異的構造である。細胞板の組み立てや、2つの娘細胞を分離する新たな細胞壁の形成の足場となる。隔膜形成体は、コレオケーテ藻綱、ホシミドロ藻綱、Mesotaeniaceae、陸上植物を含む系統群であるフラグモプラスト植物でのみ観察される。一部の藻類は細胞質分裂時、フィコプラストと呼ばれる他の微小管配列を利用する。

## 構造
隔膜形成体は、微小管、マイクロフィラメント、小胞体の要素から組み立てられる複雑な構造である。細胞分裂の後期と終期に、将来の細胞板と垂直になるよう、互いに逆向きの2つのセットが形成される。隔膜形成体は初期には樽型をしている。2つの娘核の間に紡錘体から形成され、娘核の周りには核膜が再構築される。細胞板は、2つの隔膜形成体の間の円盤として形成される。成長する細胞板の円盤の外側には新たな物質が付け加えられていくが、隔膜形成体の微小管は中心から消失していき、細胞板の成長端で再形成される。この2つの構造は、分裂細胞の外壁に到達するまで、外側に向かって成長する。細胞にフラグモソームが存在する時は、隔膜形成体と細胞板はフラグモソームで占められた空間を成長する。そしてかつて親細胞の細胞壁において分裂準備帯（preprophase band）が占めていた部位に正確に到達する。
隔膜形成体中の微小管とアクチンフィラメントは、細胞壁の材料を積んだ小胞を成長する細胞板に向かわせるガイドの役割を果たす。また、アクチンフィラメントはかつて親細胞の細胞壁で分裂準備帯があった位置に隔膜形成体を導くガイドの役割も果たしている可能性もある。細胞板が成長すると、滑面小胞体の断片がその中に捕捉され、2つの娘細胞をつなぐ原形質連絡が後に形成される。
隔膜形成体は、中央体のマトリックスのように逆平行微小管の(+)端どうしが組み合う中心面であるmidlineと、midline領域の両側に位置する遠位領域という2つの領域に分布的に区別することができる。

## 植物の細胞周期における役割
後期の後、隔膜形成体は紡錘体微小管の残りから娘核の間に形成される。微小管の(+)端の位置は隔膜形成体の赤道面、将来細胞板が形成される部位と重複している。細胞板の形成は、膜と細胞壁の構成要素を運搬する分泌小胞の融合に依存している。余剰の膜脂質と細胞壁の構成要素はクラスリン/ダイナミン依存的な逆行性膜輸送によってリサイクルされる。中心部で初期細胞板が形成されると、隔膜形成体は外側への拡大を開始し、細胞の端へ到達する。アクチンフィラメントも隔膜形成体に局在し、終期の終盤に大きく蓄積する。薬剤処理によるアクチンフィラメントの解体は細胞板の拡大の遅れをもたらすことから、アクチンフィラメントは隔膜形成体初期の組織化よりも拡張に寄与していることが示唆される。
多くの微小管結合タンパク質が隔膜形成体に局在しており、恒常的に発現しているもの（MOR1、カタニン、CLASP、SPR2、γ-チューブリン複合体タンパク質）とM期特異的に発現しているもの（EB1c、TANGLED1、augmin複合体タンパク質）の双方が含まれる。これらのタンパク質の隔膜形成体における機能は、おそらく細胞の他の部分での各々の機能と類似したものであると考えられる。隔膜形成体の微小管結合タンパク質に対する研究の大部分はmidline領域に焦点が当てられており、それは膜融合の大部分が起こる部位であるため、そして逆平行方向の微小管が互いに組み合う部位であるためである。隔膜形成体のmidlineに局在する分子の多様性の発見は、この隔膜形成体領域で行われる複雑な過程に光を当てるものである。
隔膜形成体のmidlineでの逆平行微小管のバンドリングに重要な機能を果たす2つのタンパク質は、MAP65-3とキネシン5である。キネシン7ファミリータンパク質AtNACK1/HINKEL、AtNACK2/TESはmidlineへMAPKカスケードをリクルートし、MAP65のリン酸化を誘導する。リン酸化されたMAP65-1もmidlineに蓄積し、細胞板の拡大のために微小管バンドリング活性を低下させる。隔膜形成体の拡大のために必要不可欠な機構であるMAPKカスケードは、終期まではサイクリン依存性キナーゼ（CDK）の活性によって抑制されている。
隔膜形成体のmidlineに蓄積する特定の微小管結合タンパク質は細胞質分裂に必要不可欠な役割を果たす。キネシン12ファミリーのメンバーであるPAKRP1とPAKRP1Lはmidlineに蓄積し、両者の二重機能喪失変異体は雄性配偶子形成の際の細胞質分裂に欠陥を示す。PAKRP2はmidline、そして隔膜形成体中に斑点状にも蓄積し、ゴルジ体由来小胞の輸送に関与している可能性が示唆されている。PAKRP2のヒメツリガネゴケPhyscomitrella patensホモログであるKINID1aとKINID1bは隔膜形成体のmidlineに局在し、隔膜形成体の組織化に必要不可欠である。HEATリピート含有微小管結合タンパク質であるRUNKELもmidlineに蓄積し、機能喪失変異体では細胞質分裂に異常が生じる。他のmidline局在タンパク質であるTIO（two-in-on）はキナーゼであると推定され、変異体の欠陥から細胞質分裂に必要であることが示されている。酵母ツーハイブリッドアッセイによると、TIOはPAKRP1、PAKRP1L（キネシン12）、NACK2/TES（キネシン7）と相互作用する。最後に、アダプチン様タンパク質TPLATEは細胞板に蓄積し、細胞質分裂に必要不可欠である。